# Fish River (Golovnin Bay)
Der Fish River (englisch für „Fisch-Fluss“) ist ein etwa 140 Kilometer langer Zufluss des Nortonsunds im Westen des US-Bundesstaats Alaska. 

## Geographie

### Verlauf
Der Fish River entspringt an der Südflanke der Bendeleben Mountains im Zentrum der Seward-Halbinsel. Er fließt in südlicher Richtung aus dem Gebirge und erreicht eine etwa 40 Meter hoch gelegene Beckenlandschaft. Diese durchfließt er anfangs in südsüdöstlicher, später in südwestlicher Richtung. Er passiert ein seenreiches Gebiet und bildet auf diesem Flussabschnitt ein stark mäandrierendes Verhalten aus. Anschließend durchschneidet der Fish River auf einer Strecke von 30 Kilometern einen Höhenzug in südwestlicher Richtung und erreicht das Küstentiefland.
17 Kilometer oberhalb der Mündung befindet sich die Ortschaft White Mountain am linken Flussufer. Unmittelbar unterhalb von White Mountain spaltet sich der Fish River in zwei Hauptmündungsarme auf. Das Flussdelta erstreckt sich über eine Breite von knapp zehn Kilometern entlang dem Nordufer der Golovnin-Lagune, die sich im Südosten zur Golovnin Bay hin öffnet.

### Nebenflüsse
Dem Fish River fließen eine Reihe von Flüssen zu, die in den Bendeleben Mountains entspringen. Diese sind u. a. Telephone Creek von links, Boston Creek von rechts, Rathlatulik River und Etchepuk River von links sowie der Pargon River von rechts. Der Niukluk River, bedeutendster Nebenfluss des Fish River, mündet von Westen kommend in den Fluss. 

## Name
Der Eskimo-Name des Flusses, Ikalikhvik, mit der Bedeutung „Fisch“ wurde von Alexander Filippowitsch Kaschewarow von der Russländisch-Amerikanischen Kompagnie, Kapitän der Brigg Polyfem, im Jahr 1838 vermerkt. Die heutige Bezeichnung stammt vom U.S. Geological Survey (USGS) aus dem Jahr 1870.